# Phrynobatrachus perpalmatus
Phrynobatrachus perpalmatus es una especie  de anfibios de la familia Phrynobatrachidae.

## Distribución geográfica
Se encuentra en la República Democrática del Congo, Malaui, norte de Mozambique, Sudán, Sudán del Sur, Tanzania, Zambia y, posiblemente, en Burundi y Zimbabue. 